# Jim Evans
Pour les articles homonymes, voir Evans.
Pas d'image ? Cliquez ici

a Compétitions nationales et continentales officielles uniquement.

b Matchs officiels uniquement.
Dernière mise à jour le 23 mai 2025.
Jim Evans, né le 2 août 1980 à Orsett (Essex, Angleterre), est un joueur de rugby à XV anglais qui évolue au poste de deuxième ligne. 

## Biographie
Jim Evans effectue toute sa carrière professionnelle au sein de l'effectif des Harlequins. Il est contraint de prendre sa retraite de joueur en 2009, après une blessure à l'épaule. Il remporte le Challenge européen en 2004 avec son club.
Evans a fait partie de l'équipe d'Angleterre des moins de 21 ans qui a participé à la Coupe du monde des moins de 21 ans disputée en Australie en juin 2001. Il représente également les England Saxons en 2007.

## Palmarès

### En club
- Vainqueur du Challenge européen en 2004 avec les Harlequins.
- Vainqueur du RFU Championship en 2006 avec les Harlequins.
- Vainqueur du EDF Energy Trophy (en) en 2006 avec les Harlequins.

### En équipe nationale
- Vainqueur de la Churchill Cup en 2007 avec les England Saxons.